# Zawodzie (Ustroń)
Zawodzie – osiedle (jednostka pomocnicza) miasta Ustroń (nr 6), położona na wschód od rzeki Wisły, na zboczu Równicy. Na Zawodziu znajdują się: ośrodki wypoczynkowe, sanatoria bary, restauracje, pijalnia wód, szpital reumatologiczno-rehabilitacyjny oraz kwatery prywatne. W latach 1967–1990 na stokach Równicy powstało 17 modernistycznych budynków wczasowych. Budynki o charakterystycznej bryle, zwane potocznie „piramidowcami”, zaprojektowali: Henryk Buszko, Aleksander Franta i Tadeusz Szewczyk.

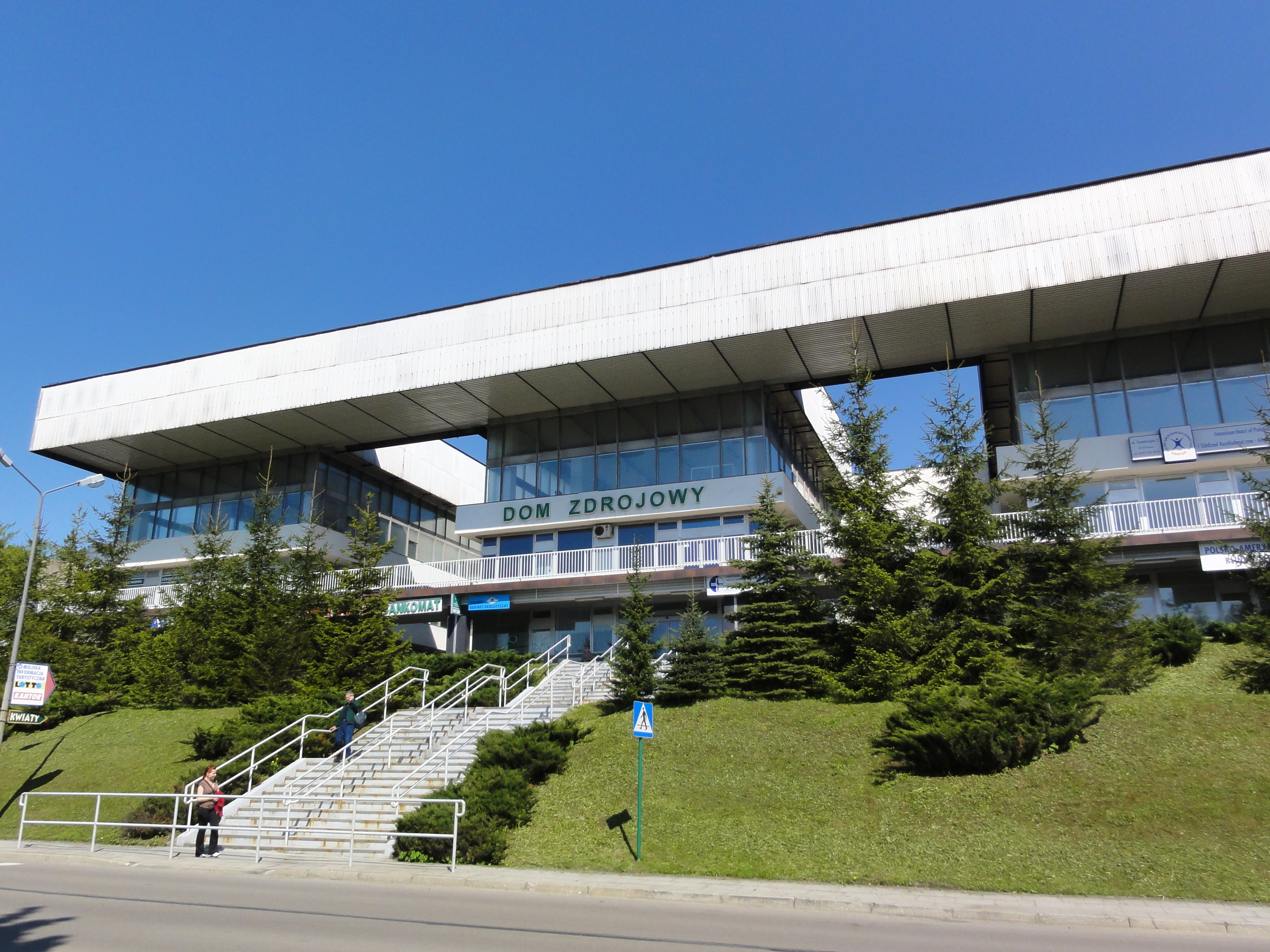
Dom Zdrojowy
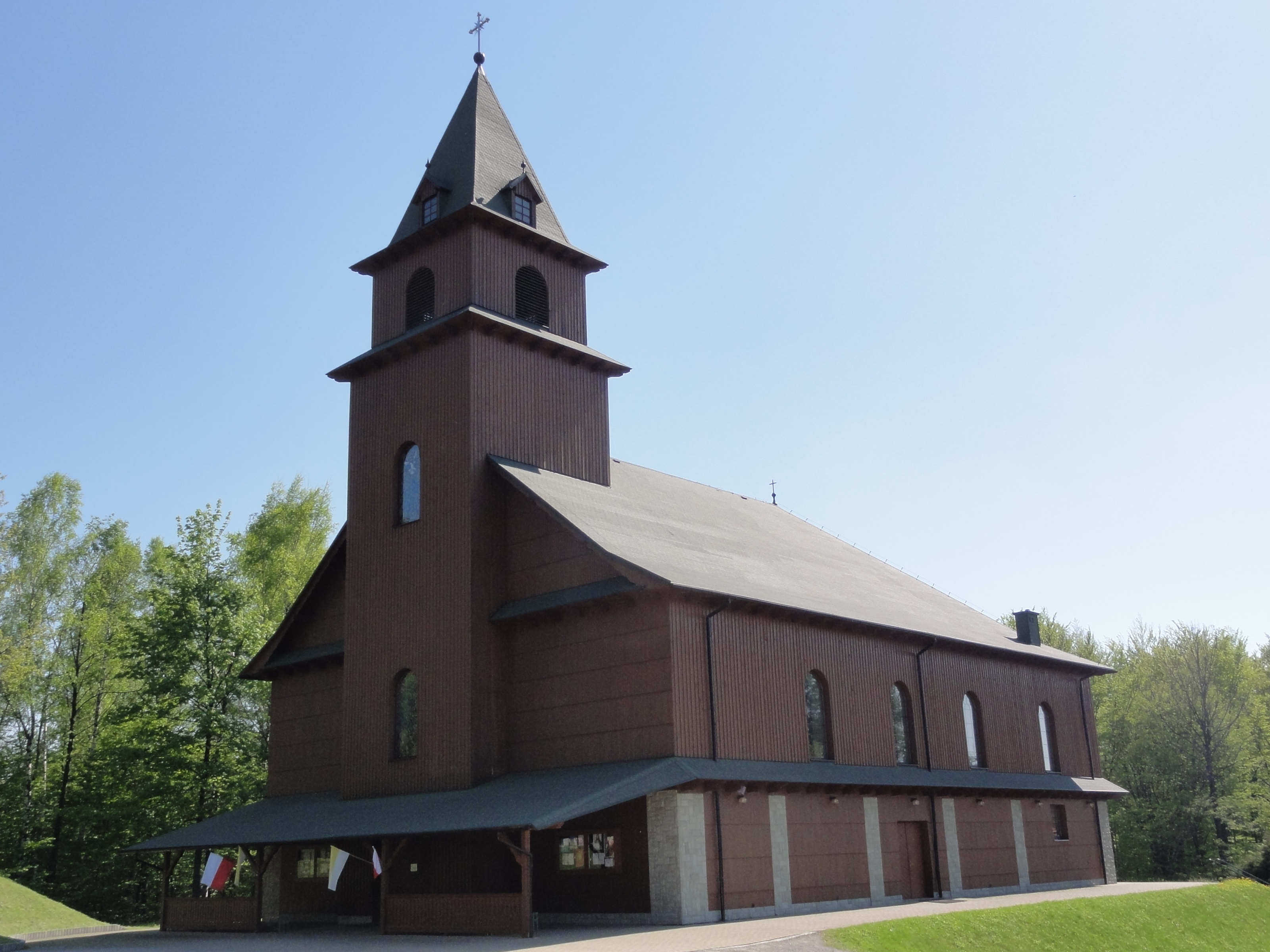
Kościół katolicki św. Alberta Chmielowskiego
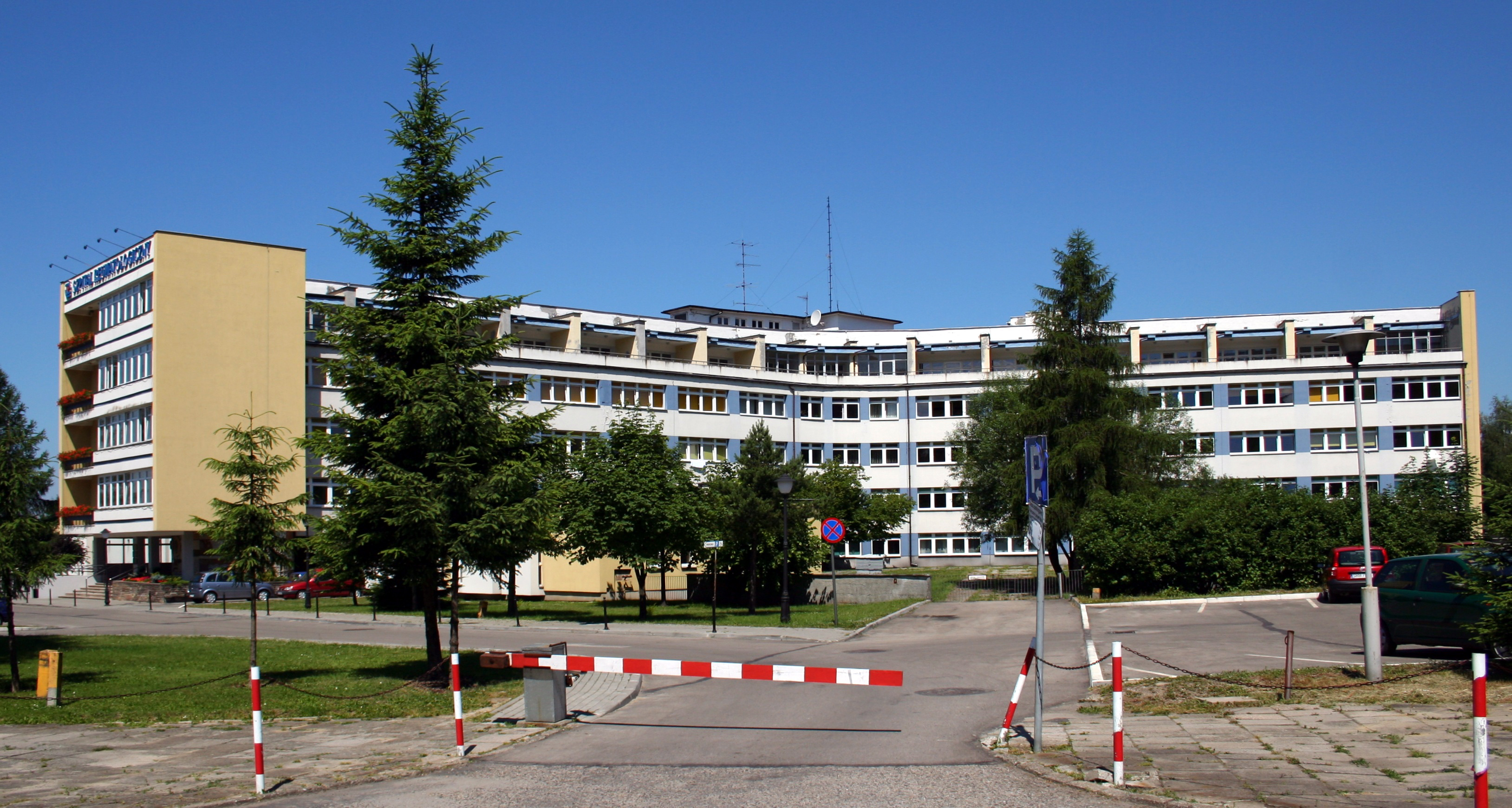
Szpital reumatologiczno-rehabilitacyjny